# Interferón de tipo I
Los  interferones humanos tipo I (IFN) son un gran subgrupo de proteínas interferón que ayudan a regular la actividad del sistema inmunológico.
Los interferones se unen a los receptores de interferón. Todos los tipos de IFNs tipo I se unen a un complejo específico de receptores de superficie celular, conocido como receptor IFN-α (IFNA-R) que consiste en las cadenas IFNA-R1 e IFNA-R2.
Los IFN de tipo I se encuentran en todos los mamíferos y se han encontrado moléculas homólogas (similares) en aves, reptiles, anfibios y peces.

## Tipos de los interferones
Los tipos de los interferones se denominan IFN-α (alfa), IFN-β (beta), IFN-κ (kappa), IFN-δ (delta), IFN-ε (epsilon), IFN-τ (tau), IFN-ω (omega), y IFN-ζ (zeta, también conocido como limitin o enlímite).

### IFN-α (Interferón alfa)
Las proteínas  IFN-α se producen  principalmente por las células dendríticas plasmacitoides (pDCs). Están principalmente involucradas en la inmunidad innata contra la infección viral. Los genes responsables de su síntesis son 13 subtipos que se denominan IFNA1, IFNA2, IFNA4, IFNA5, IFNA6, IFNA7, IFNA8, IFNA10, IFNA13, IFNA14, IFNA16, IFNA17, IFNA21.  Estos genes se encuentran juntos en un grupo en el cromosoma 9.
El IFN-α también se hace sintéticamente como medicamento en la leucemia de células vellosas o de los pelos. La denominación común internacional (DCI) del producto es interferón alfa. El tipo ecombinante es el interferón alfa-1. Los tipos pegilados son el interferón pegilado alfa-2a y el interferón pegilado alfa-2b.

### IFN-β
Las proteínas del IFN-β son producidas en grandes cantidades por los  fibroblastos. Tienen una actividad antiviral que está involucrada principalmente en la respuesta inmune innata. Se han descrito dos tipos de IFN-β, que son IFN-β1 (IFNB1) y IFN-β3 (IFNB3) (un gen designado como IFN-β2 es de hecho en realidad el IL-6). El IFN-β1 se utiliza como tratamiento para la esclerosis múltiple, ya que reduce la tasa de recaída.
IFN-β1 no es un tratamiento apropiado para pacientes con formas progresivas y no recurrentes de esclerosis múltiple.

### IFN-ε, -κ, -τ, -δ y -ζ
IFN-ε, -κ, -τ, y -ζ parecen, en este momento, venir en una sola isoforma en los humanos, IFNK. Sólo los rumiantes codifican IFN-τ, una variante de IFN-ω. Hasta ahora, IFN-ζ sólo se encuentra en ratones, mientras que un homólogo estructural, IFN-δ se encuentra en una diversa gama de mamíferos placentarios no primate y no roedores. La mayoría, pero no todos, los mamíferos placentarios codifican los genes funcionales IFN-ε y IFN-κ.

### IFN-ω
El IFN-ω, aunque tiene una sola forma funcional descrita hasta la fecha (IFNW1), posee varios pseudogenes: IFNWP2, IFNWP4, IFNWP5, IFNWP9, IFNWP15, IFNWP18, e IFNWP19 en humanos. Muchos mamíferos placentarios no primates expresan múltiples subtipos de IFN-ω.

### IFN-ν
Este subtipo de IFN tipo I se describió recientemente como un seudogeno en los humanos, pero potencialmente funcional en el genoma del gato doméstico. En todos los demás genomas de los mamíferos placentarios que no son de felinos, el IFN-ν es un pseudogén; en algunas especies, el pseudogén está bien conservado, mientras que en otras está muy mutilado o es indetectable. Además, en el genoma del gato, el promotor de IFN-ν está deletéreamente mutado. Es probable que la familia de genes IFN-ν se haya vuelto inútil antes de la diversificación de los mamíferos. Su presencia en el borde del locus IFN tipo I en los mamíferos puede haberla protegido de la destrucción, permitiendo su detección.